# Saint-André-des-Eaux (Loire-Atlantique)
Pour les articles homonymes, voir Saint-André-des-Eaux.
Saint-André-des-Eaux est une commune de l'Ouest de la France, située dans le département de la Loire-Atlantique, en région Pays de la Loire.

## Géographie

### Description

Situation de la commune de Saint-André-des-Eaux dans le département de la Loire-Atlantique.

Saint-André-des-Eaux est une commune située dans la presqu'île guérandaise, à 7 km au nord-ouest de Saint-Nazaire et 9 km à l'est de Guérande
Elle est située à l'ouest des marais de la Brière, son port est situé à la Chaussée Neuve à 4 km au nord du bourg.
La commune fait partie du parc naturel régional de Brière
Saint-André-des-Eaux est traversée par la ligne de Saint-Nazaire au Croisic

### Communes limitrophes
Les communes limitrophes sont Saint-Joachim, Saint-Nazaire, La Baule-Escoublac et Guérande.
| Guérande           | Saint-Lyphard        | Saint-Joachim |
|                    | Saint-André-des-Eaux |               |
| La Baule-Escoublac |                      | Saint-Nazaire |

### Climat
Pour des articles plus généraux, voir Climat des Pays de la Loire et Climat de la Loire-Atlantique.
En 2010, le climat de la commune est de type climat méditerranéen altéré, selon une étude du CNRS s'appuyant sur une série de données couvrant la période 1971-2000. En 2020, Météo-France publie une typologie des climats de la France métropolitaine dans laquelle la commune est exposée à un climat océanique et est dans la région climatique Bretagne orientale et méridionale, Pays nantais, Vendée, caractérisée par une faible pluviométrie en été et une bonne insolation.
Pour la période 1971-2000, la température annuelle moyenne est de 12,2 °C, avec une amplitude thermique annuelle de 12,6 °C. Le cumul annuel moyen de précipitations est de 794 mm, avec 12,6 jours de précipitations en janvier et 6,1 jours en juillet. Pour la période 1991-2020, la température moyenne annuelle observée sur la station météorologique de Météo-France la plus proche, « Pte de Chemoulin », sur la commune de Saint-Nazaire à 9 km à vol d'oiseau, est de 13,1 °C et le cumul annuel moyen de précipitations est de 595,3 mm,. Pour l'avenir, les paramètres climatiques de la commune estimés pour 2050 selon différents scénarios d'émission de gaz à effet de serre sont consultables sur un site dédié publié par Météo-France en novembre 2022.
| Mois                                  | jan.            | fév.            | mars            | avril         | mai            | juin            | jui.            | août           | sep.         | oct.            | nov.            | déc.            | année     |
| ------------------------------------- | --------------- | --------------- | --------------- | ------------- | -------------- | --------------- | --------------- | -------------- | ------------ | --------------- | --------------- | --------------- | --------- |
| Température minimale moyenne (°C)     | 5               | 4,9             | 6,6             | 8,3           | 11,3           | 13,8            | 15,6            | 15,8           | 13,9         | 11,7            | 8,2             | 5,5             | 10,1      |
| Température moyenne (°C)              | 7,1             | 7,4             | 9,7             | 11,7          | 14,9           | 17,6            | 19,1            | 19,5           | 17,7         | 14,5            | 10,7            | 7,8             | 13,1      |
| Température maximale moyenne (°C)     | 9,2             | 10              | 12,7            | 15,1          | 18,5           | 21,4            | 22,7            | 23,2           | 21,4         | 17,3            | 13,2            | 10              | 16,2      |
| Record de froid (°C) date du record   | −12 20.01.1963  | −10 03.02.1956  | −6,4 07.03.1971 | −3 12.04.1986 | 1,6 09.05.1951 | 4 02.06.1962    | 8 05.07.1965    | 7,8 31.08.1986 | 5 19.09.1977 | −1,4 27.10.1947 | −5,8 20.11.1985 | −8,6 25.12.1962 | −12 1963  |
| Record de chaleur (°C) date du record | 15,1 16.01.1996 | 17,4 28.02.1948 | 23,8 29.03.12   | 27 22.04.1984 | 33 28.05.1947  | 36,6 25.06.1976 | 37,6 11.07.1983 | 35,2 09.08.03  | 33 03.09.05  | 28,4 01.10.11   | 20 06.11.1992   | 15,6 11.12.00   | 37,6 1983 |
| Précipitations (mm)                   | 61,1            | 47,7            | 45,2            | 44,1          | 41,5           | 28,7            | 35              | 33,4           | 46,8         | 68,9            | 70,9            | 72              | 595,3     |

## Urbanisme

### Typologie
Au 1er janvier 2024, Saint-André-des-Eaux est catégorisée bourg rural, selon la nouvelle grille communale de densité à sept niveaux définie par l'Insee en 2022.
Elle appartient à l'unité urbaine de Saint-Nazaire, une agglomération intra-départementale regroupant 17  communes, dont elle est une commune de la banlieue,,. Par ailleurs la commune fait partie de l'aire d'attraction de Saint-Nazaire, dont elle est une commune de la couronne,. Cette aire, qui regroupe 24 communes, est catégorisée dans les aires de 200 000 à moins de 700 000 habitants,.

### Occupation des sols
Le tableau ci-dessous présente l'occupation des sols de la commune en 2018, telle qu'elle ressort de la base de données européenne d’occupation biophysique des sols Corine Land Cover (CLC).
| Type d’occupation                                                                   | Pourcentage | Superficie (en hectares) |
| ----------------------------------------------------------------------------------- | ----------- | ------------------------ |
| Tissu urbain discontinu                                                             | 11,6 %      | 293                      |
| Zones industrielles ou commerciales et installations publiques                      | 1,0 %       | 25                       |
| Équipements sportifs et de loisirs                                                  | 9,0 %       | 227                      |
| Terres arables hors périmètres d'irrigation                                         | 19,9 %      | 501                      |
| Prairies et autres surfaces toujours en herbe                                       | 16,4 %      | 413                      |
| Systèmes culturaux et parcellaires complexes                                        | 31,3 %      | 789                      |
| Surfaces essentiellement agricoles interrompues par des espaces naturels importants | 1,1 %       | 28                       |
| Forêts de feuillus                                                                  | 2,9 %       | 72                       |
| Forêts mélangées                                                                    | 1,4 %       | 35                       |
| Marais intérieurs                                                                   | 5,5 %       | 139                      |
| Source : Corine Land Cover                                                          |             |                          |

### Lieux-dits, hameaux et écarts

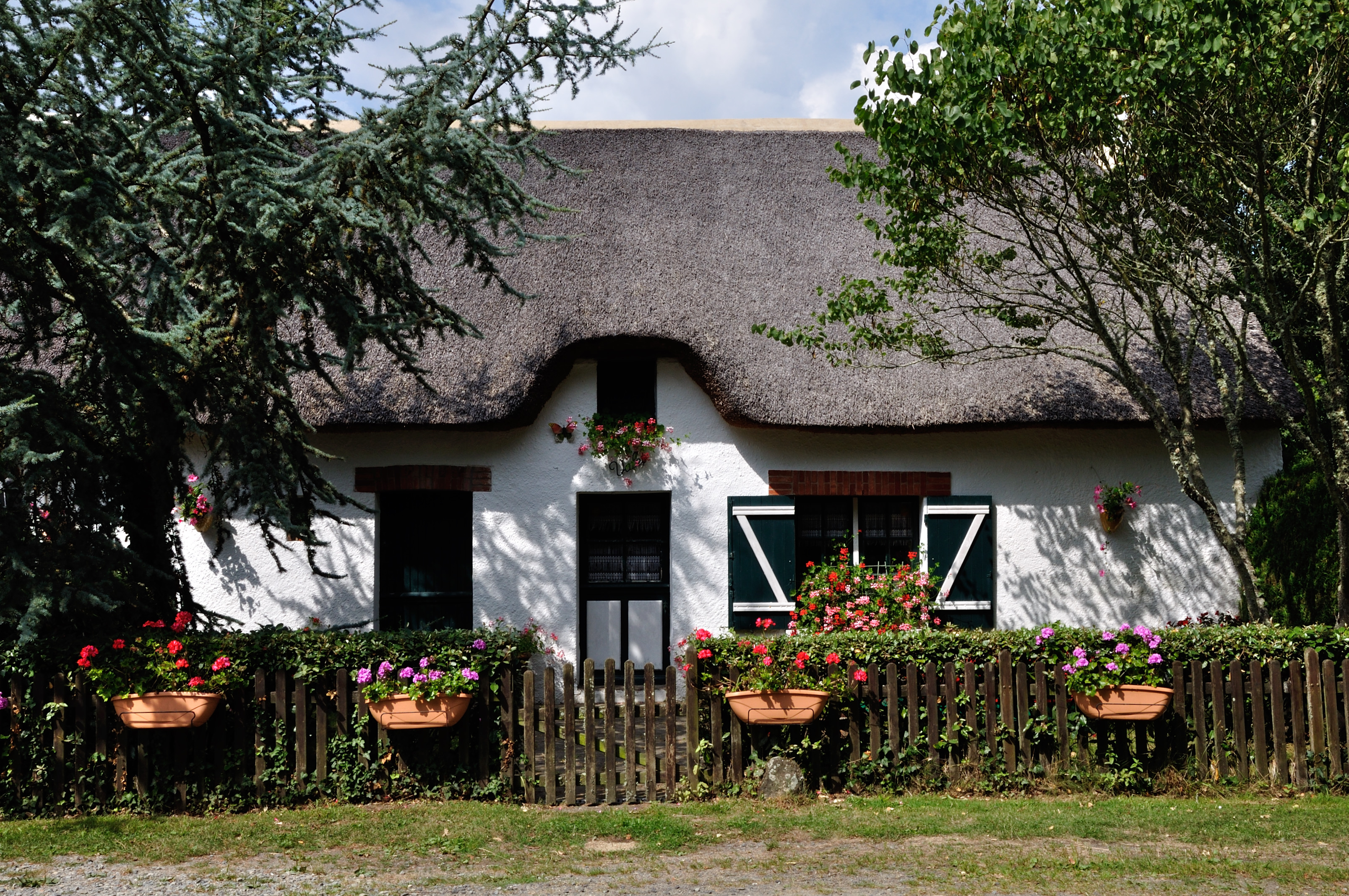
Maison Briéronne à la Chaussée Neuve.

Les principaux lieux-dits de Saint-André-des-Eaux sont :
- Avrillac ;
- Belle-Étoile (la) ;
- Bilac ;
- Cabéno (le) ;
- Chaussée Neuve (la) ;
- Landes (les) ;
- Marais d'Ust ;
- Marland ;
- Ville-ès-Allain (la) ;
- Ville-Rouëllo (la) ;
- Route du Chatelier.

### Habitat et logement
En 2018, le nombre total de logements dans la commune était de 2 899, alors qu'il était de 2 587 en 2013 et de 2 252 en 2008.
Parmi ces logements, 88,1 % étaient des résidences principales, 6,5 % des résidences secondaires et 5,5 % des logements vacants. Ces logements étaient pour 92,6 % d'entre eux des maisons individuelles et pour 7,4 % des appartements.
Le tableau ci-dessous présente la typologie des logements à Saint-André-des-Eaux en 2018 en comparaison avec celle de la Loire-Atlantique et de la France entière. Une caractéristique marquante du parc de logements est ainsi une proportion de résidences secondaires et logements occasionnels (6,5 %) inférieure à celle du département (10,5 %) et à celle de la France entière (9,7 %). Concernant le statut d'occupation de ces logements, 79,7 % des habitants de la commune sont propriétaires de leur logement (81,6 % en 2013), contre 61,7 % pour la Loire-Atlantique et 57,5 % pour la France entière.
| Typologie                                               | Saint-André-des-Eaux | Loire-Atlantique | France entière |
| ------------------------------------------------------- | -------------------- | ---------------- | -------------- |
| Résidences principales (en %)                           | 88,1                 | 83,9             | 82,1           |
| Résidences secondaires et logements occasionnels (en %) | 6,5                  | 10,5             | 9,7            |
| Logements vacants (en %)                                | 5,5                  | 5,6              | 8,2            |

## Toponymie
Le nom de la localité est attesté sous la forme Saint Andreas en 1287.
Saint-André-des-Eaux vient, semble-t-il, du nom d'une ancienne chapelle, dédiée à saint André, ayant appartenu à une léproserie.
Son nom en Gallo, langue d'oïl locale, est Saint-Anrë.
Son nom, traduit en breton, est Sant-Andrev-an-Doureier.

## Histoire

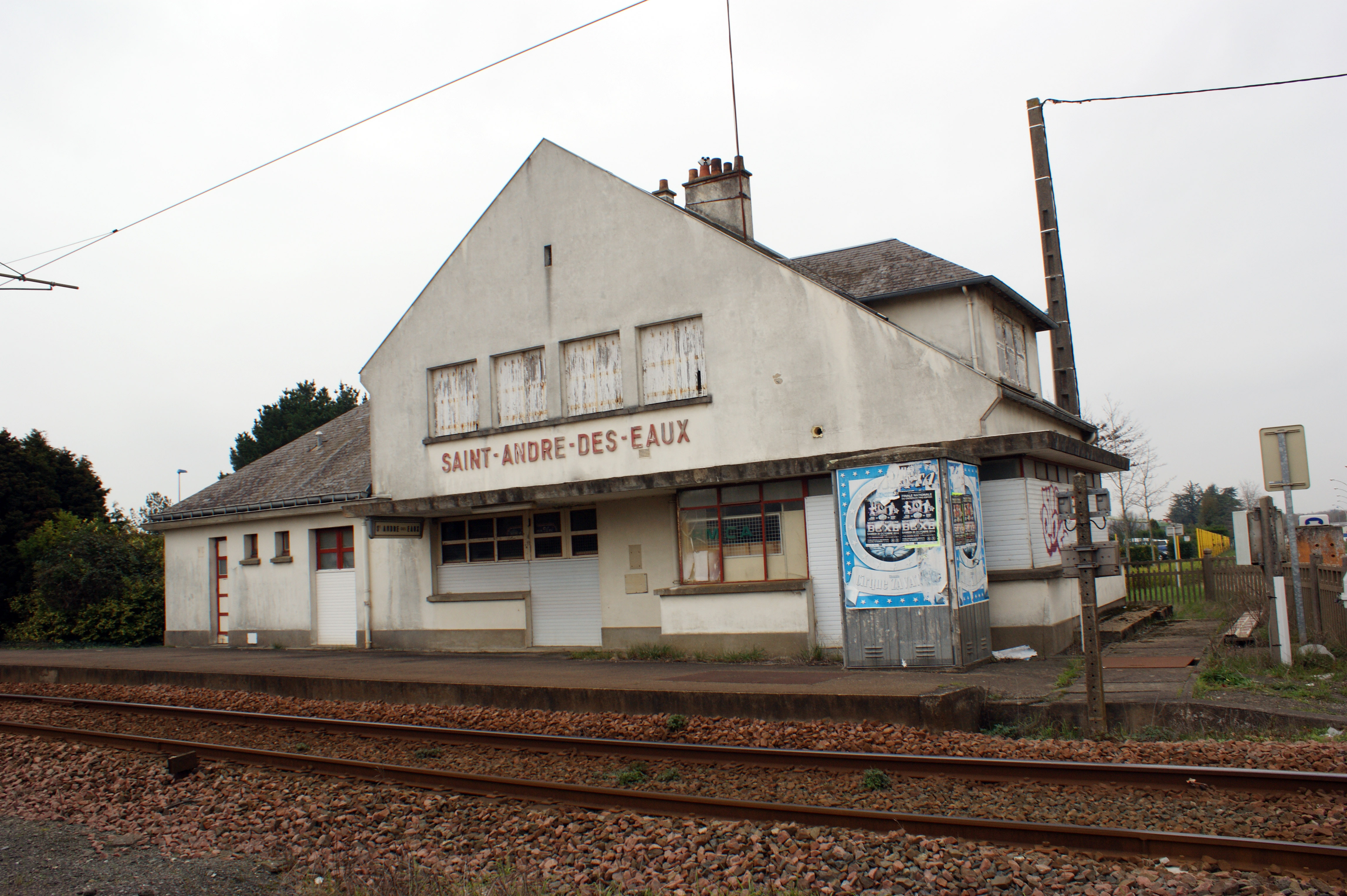
L'ancienne gare.

La gare de Saint-André-des-Eaux, édifiée par la compagnie des trains de Saint-Nazaire au Croisic, est mise en service en 1879 par l'administration des chemins de fer de l'État, avant de devenir une gare du réseau de la Compagnie du chemin de fer de Paris à Orléans (PO) en 1884. Reconstruite en 1964 par la SNCF, la gare n'est plus desservie depuis 1986, année de l'électrification de la ligne.

## Politique et administration

### Rattachements administratifs et électoraux

#### Rattachements administratifs
La commune se trouve  dans l'arrondissement de Saint-Nazaire du département de la Loire-Atlantique.
Elle faisait partie depuis 1801 du canton de Guérande. Dans le cadre du redécoupage cantonal de 2014 en France, cette circonscription administrative territoriale a disparu, et le canton n'est plus qu'une circonscription électorale.

#### Rattachements électoraux
Pour les élections départementales, la commune fait partie depuis 2014 du canton de la Baule-Escoublac
Pour l'élection des députés, elle fait partie de la septième circonscription de la Loire-Atlantique.

### Intercommunalité
Saint-André-des-Eaux est membre de la communauté d'agglomération de la Région Nazairienne et de l'Estuaire (CARENE), un établissement public de coopération intercommunale (EPCI) à fiscalité propre créé en 2001 et auquel la commune a transféré un certain nombre de ses compétences, dans les conditions déterminées par le code général des collectivités territoriales.

### Tendances politiques et résultats
Au premier tour des élections municipales de 2014 dans la Loire-Atlantique, la liste DVD menée par Jérôme Dholland obtient la majorité absolue des suffrages exprimés avec 1 693 voix (58,05 %, 23 conseillers municipaux élus dont 3 communautaires), devançant largement celle DVG menée par  Catherine Blancher , qui a recueilli 1 223 voix (41,94 %, 6 conseillers municipaux élus dont 1 communautaire). 
Lors de ce scrutin, 32,03 % des électeurs se sont abstenus.
Lors du premier tour des élections municipales de 2020 dans la Loire-Atlantique, la liste DVC menée par Catherine Lungart  obtient la majorité absolue des suffrages exprimés, avec 1 472 voix (59,98 %, 23 conseillers municipaux élus dont 2 communautaires), devançant très largement celle, également DVC, menée par le maire sortant Jérôme Dholland, qui a recueilli 982 voix (40,01 %, 6 conseillers municipaux élus dont 1 communautaire).

Lors de ce scrutin marqué par la pandémie de Covid-19 en France, 50,68 % des électeurs se sont abstenus
À la suite de la démission d'une partie du conseil municipal, de nouvelles élections municipales sont organisées en novembre 2022,. Au second tour, la liste SE menée par Mathieu Coënt — qui a bénéficié du soutien de la maire sortante Catherine Lungart arrivée troisième au premier tour, — obtient la majorité absolue des suffrages exprimés avec 1 451 voix (55,26 %),  devançant largement celle, également SE, menée par l'ancienne première-adjointe démissionnaire Sylvie Goslin (LR), qui a recueilli 1 175 voix (44,74 %).
Lors de ce scrutin, 51,43 % des électeurs se sont abstenus.

### Liste des maires
| Période                                  | Période                       | Identité             | Étiquette | Qualité                                                           |
| ---------------------------------------- | ----------------------------- | -------------------- | --------- | ----------------------------------------------------------------- |
| Les données manquantes sont à compléter. |                               |                      |           |                                                                   |
| 1874                                     | 1892                          | Jean-Marie Lévêque   |           | Cultivateur, père de Joseph Lévêque qui lui succède               |
| octobre 1906                             | novembre 1915                 | Joseph Marie Levêque |           | Cultivateur Mort en fonction                                      |
| Les données manquantes sont à compléter. |                               |                      |           |                                                                   |
| av. 1940                                 | mai 1953                      | Alexandre Bazile     |           |                                                                   |
| mai 1953                                 | mars 1983                     | Frédéric Deniaud     |           | Agriculteur                                                       |
| mars 1983                                | mars 2014                     | Alain Donne          | DVD       | Maître d'oeuvre                                                   |
| mars 2014                                | mai 2020                      | Jérôme Dholland      | DVD       | Ingénieur chez STX France (Chantiers de l'Atlantique)             |
| mai 2020                                 | novembre 2022                 | Catherine Lungart    | DVC       | Mandat écourté par la démission d'une partie du conseil municipal |
| décembre 2022                            | En cours (au 23 janvier 2023) | Mathieu Coënt        | DVC       | Ingénieur chez Airbus                                             |

## Équipements et services publics
Les écoles sont :
- Jules Ferry (publique) ;
- Notre-Dame (privé) ;
- Maternelle Notre-Dame (privé).

## Population et société

### Démographie

#### Évolution démographique
L'évolution du nombre d'habitants est connue à travers les recensements de la population effectués dans la commune depuis 1793. Pour les communes de moins de 10 000 habitants, une enquête de recensement portant sur toute la population est réalisée tous les cinq ans, les populations de référence des années intermédiaires étant quant à elles estimées par interpolation ou extrapolation. Pour la commune, le premier recensement exhaustif entrant dans le cadre du nouveau dispositif a été réalisé en 2006.

En 2022, la commune comptait 6 949 habitants, en évolution de +9,35 % par rapport à 2016 (Loire-Atlantique : +6,68 %, France hors Mayotte : +2,11 %).
| 1793  | 1800  | 1806  | 1821  | 1831  | 1836  | 1841  | 1846  | 1851  |
| ----- | ----- | ----- | ----- | ----- | ----- | ----- | ----- | ----- |
| 1 213 | 1 104 | 1 140 | 1 280 | 1 379 | 1 392 | 1 420 | 1 477 | 1 452 |

| 1856  | 1861  | 1866  | 1872  | 1876  | 1881  | 1886  | 1891  | 1896  |
| ----- | ----- | ----- | ----- | ----- | ----- | ----- | ----- | ----- |
| 1 429 | 1 590 | 1 669 | 1 607 | 1 600 | 1 638 | 1 644 | 1 682 | 1 692 |

| 1901  | 1906  | 1911  | 1921  | 1926  | 1931  | 1936  | 1946  | 1954  |
| ----- | ----- | ----- | ----- | ----- | ----- | ----- | ----- | ----- |
| 1 702 | 1 716 | 1 628 | 1 448 | 1 403 | 1 434 | 1 345 | 1 330 | 1 491 |

| 1962  | 1968  | 1975  | 1982  | 1990  | 1999  | 2006  | 2011  | 2016  |
| ----- | ----- | ----- | ----- | ----- | ----- | ----- | ----- | ----- |
| 1 545 | 1 554 | 1 833 | 2 541 | 2 919 | 3 532 | 4 917 | 5 391 | 6 355 |

| 2021  | 2022  | - | - | - | - | - | - | - |
| ----- | ----- | - | - | - | - | - | - | - |
| 6 881 | 6 949 | - | - | - | - | - | - | - |

#### Pyramide des âges
La population de la commune est relativement jeune.
En 2018, le taux de personnes d'un âge inférieur à 30 ans s'élève à 36,0 %, soit en dessous de la moyenne départementale (37,3 %). À l'inverse, le taux de personnes d'âge supérieur à 60 ans est de 22,4 % la même année, alors qu'il est de 23,8 % au niveau départemental.
En 2018, la commune comptait 3 281 hommes pour 3 277 femmes, soit un taux de 50,03 % d'hommes, légèrement supérieur au taux départemental (48,58 %).
Les pyramides des âges de la commune et du département s'établissent comme suit.
| Hommes | Classe d’âge | Femmes |
| ------ | ------------ | ------ |
| 0,2    | 90 ou +      | 0,9    |
| 4,5    | 75-89 ans    | 5,1    |
| 16,8   | 60-74 ans    | 17,3   |
| 20,6   | 45-59 ans    | 20,7   |
| 20,2   | 30-44 ans    | 21,7   |
| 14,6   | 15-29 ans    | 13,2   |
| 23,0   | 0-14 ans     | 21,1   |

| Hommes | Classe d’âge | Femmes |
| ------ | ------------ | ------ |
| 0,6    | 90 ou +      | 1,8    |
| 6      | 75-89 ans    | 8,6    |
| 15,1   | 60-74 ans    | 16,4   |
| 19,4   | 45-59 ans    | 18,8   |
| 20,1   | 30-44 ans    | 19,3   |
| 19,2   | 15-29 ans    | 17,4   |
| 19,5   | 0-14 ans     | 17,6   |

### Sports et loisirs
- La Saint-André-Football
- Le TCA (Tennis Club Andréanais)
- Le Full-contact andréanais
- Le Basket-ball andréanais
- Le club de Billard andréanais
- Les sports aquatiques
- Les Fanas du Dancing (Ecole de danse)

Saint-André-des-Eaux abrite le golf de La Baule (Saint-Denac).

## Culture locale et patrimoine

### Lieux et monuments

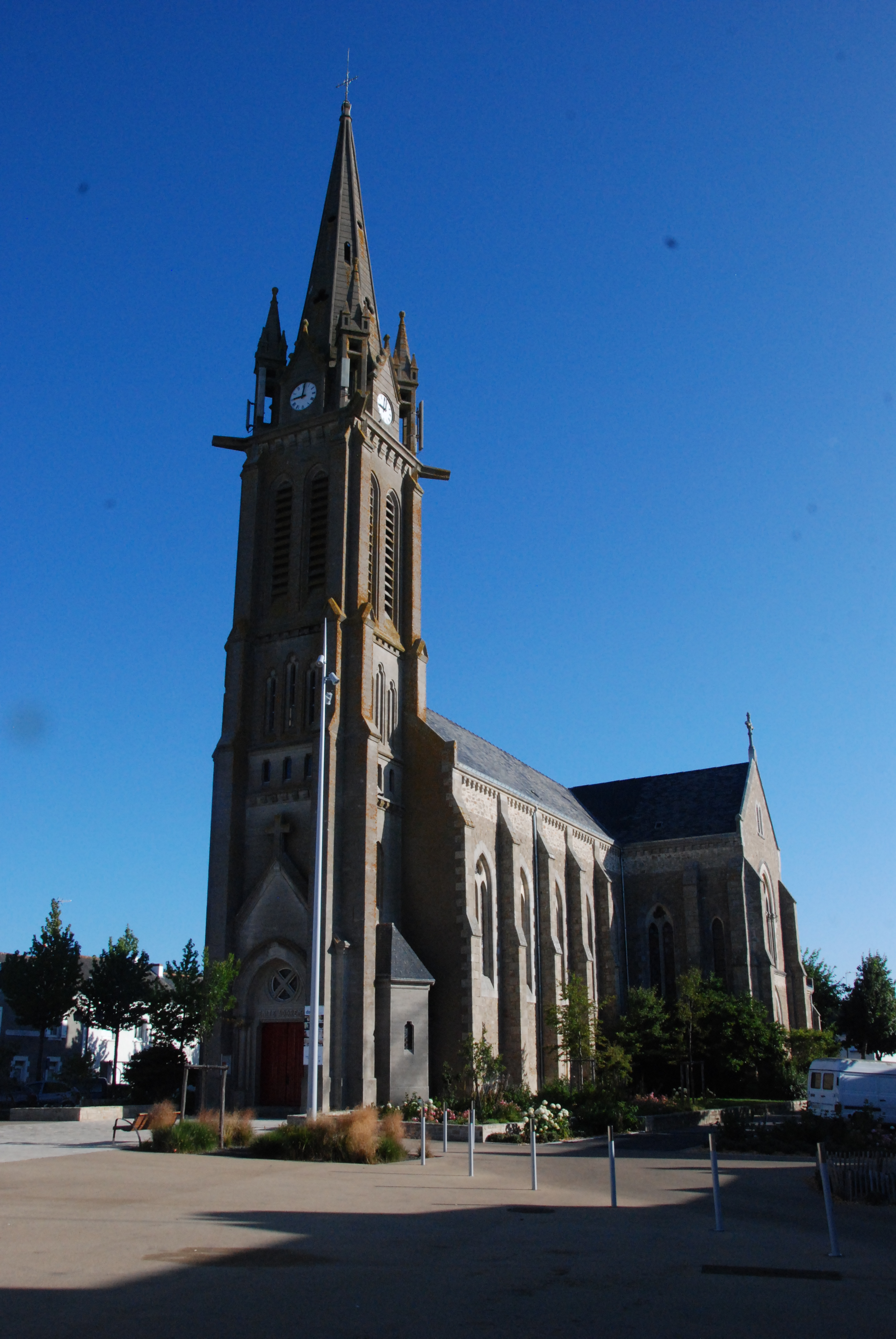
Église de Saint-André-des-Eaux (1878).

- Pierre de Coicas : vestige d'une allée couverte, classé à tort comme menhir au titre des monuments historiques en 1889[36].
- Pierre David : mégalithe.
- Croix de la Ville au Jau.

### Personnalités liées à la commune
- Ferdinand Terrien (1877-1929), prélat.

### Héraldique
| Blason de Saint-André-des-Eaux (Loire-Atlantique) | Blason  | D'azur au sautoir d'argent chargé d'une moucheture d'hermine de sable et cantonné de quatre merlettes d'or. Devise / CriEntre mer et Brière, un coin de terre te sourit. |
| Blason de Saint-André-des-Eaux (Loire-Atlantique) | Détails | Le sautoir est une croix de Saint André, le champ et les merlettes évoquent les étangs communaux. La moucheture d'hermine évoque le blasonnement d'hermine plain de la Bretagne, rappelant l'appartenance passée de la ville au duché de Bretagne. Blason conçu par J.-P. Marzelière (délibération municipale du 8 juin 1982), enregistré le 3 mai 1989. |